# ASTL
ASTL‏ (Astacin like metalloendopeptidase) هوَ بروتين يُشَفر بواسطة جين ASTL في الإنسان.